# Verlag Schnell und Steiner
Der Verlag Schnell & Steiner (nur in der seit den frühen 2000er Jahren verwendeten Wortmarke (Firmenlogo) Schnell + Steiner) mit Sitz in Regensburg ist ein deutscher Verlag mit einem kunst- und kulturgeschichtlichen Programm von der Vorgeschichte bis in die Gegenwart.

## Geschichte
Gegründet wurde der Verlag am 24. November 1933 durch den Kunsthistoriker Hugo Schnell (1904–1981) und den Verlagskaufmann Johannes Steiner (1902–1995), die als erklärte Gegner des Nationalsozialismus ihre Arbeit verloren hatten. Beide waren vorher publizistisch gegen die Nationalsozialisten tätig gewesen, Johannes Steiner hatte als Geschäftsführer für Fritz Gerlich und dessen bereits Anfang 1933 verbotene Wochenzeitung Der gerade Weg gearbeitet.
Am 1. Januar 1934 nahm der Verlag in München seine Arbeit auf mit der Reihe der Kleinen Führer (Kunstführer), die bedeutende Kirchen und wertvolle Bauten in Deutschland, Österreich, Italien und der Schweiz vorstellt. Unter der Nr. 1 erschien „Die Wies, Wallfahrtskirche zum Gegeißelten Heiland in Steingaden“, aber bald folgten auch weniger bekannte Dorfkirchen.
Die Kleinen Kunstführer dokumentierten mit von Kunsthistorikern geschriebenen Texten und von Berufsfotografen erstelltem Abbildungsmaterial eine Vielfalt an Kunst- und Kulturschätzen, die nicht nur Kunstinteressierten die Kirchen erschlossen, sondern auch den Gläubigen vor Ort den Wert und die Bedeutung ihres Gotteshauses nahebrachten und damit ihren Zusammenhalt in der Zeit der nationalsozialistischen Diktatur stärkten.
Noch vor der Gründung des Bundeslandes Bayern erhielt der Verlag bereits am 15. Februar 1946 durch die amerikanische Militärregierung wieder die Verlagslizenz und konnte somit seine Verlagsarbeit fortsetzen.
1975 verkauften die Gründerfamilien ihre Gesellschafteranteile an den bischöflichen Stuhl in Regensburg. 1993 erfolgte die Verlegung des Firmensitzes nach Regensburg. Nach der Pensionierung von Geschäftsführerin Elisabeth Zuber ist seit 1996 Albrecht Weiland für die Geschäftsführung und die verlegerische Arbeit verantwortlich. 2005 wurde der Verlag wieder privatisiert, er gehört heute einer Gesellschafterfamilie. Im Jahr 2007 wurde der Verlag Mehrheitsgesellschafter des Universitätsverlags Regensburg. 2010 gründete der Verlag zusammen mit der Pausanio GmbH & Co. KG die Artguide GmbH zur Entwicklung von Software für Smartphoneapplikationen. 2013 erwarb der Verlag von Daniel Fuhrhop den Stadtwandel Verlag, der seitdem als Imprint geführt wird.
Nach 27 Jahren aktiver Tätigkeit zog sich Verleger Weiland mit 68 Jahren Ende Januar 2023 in die zweite Reihe zurück und hat die Leitung des Verlags in die Hände seines Sohnes Felix gelegt.

## Veröffentlichungen
Die „Kleinen Kunstführer“ entwickelten sich zum Markenzeichen des Verlags und sind mit über 70 Millionen Exemplaren von über 3100 Titeln die größte Kunstführerreihe dieser Art in Europa. Seit 2010 werden die Kunstführer auch als Apps mit E-Book, Audioguides, interaktivem Grundrissplan, Zeittafel und Besucherinfos angeboten.
Im Verlag Schnell & Steiner erscheinen 30 verschiedene Buchreihen und etwa 80 bis 100 Buchneuerscheinungen und Ausstellungskataloge pro Jahr. Der Verlag arbeitet mit Kooperationspartnern, zu denen die Staatlichen Schlösserverwaltungen Deutschlands zählen, Museen, kirchlichen und staatlichen Institutionen, Stiftungen, universitären Einrichtungen und anderen Verbänden.
Außerdem bringt der Verlag auch die drei Fachzeitschriften das münster – Zeitschrift für christliche Kunst und Kunstwissenschaft, Journal für Kunstgeschichte – Die internationale Rezensionszeitschrift sowie Blick in die Wissenschaft – Forschungsmagazin der Universität Regensburg heraus. Die Zeitschrift das münster erscheint seit 1947 und ist dem zeitgenössischen Kunstschaffen wie auch der Kunst vergangener Epochen gewidmet.
Der Verlag gehört zu den wenigen Verlagen, die von Anfang an und ohne Unterbrechung an der Frankfurter Buchmesse teilnehmen.

## Kulturpreis „Kunst und Ethos“
Seit 2009 verleiht der Verlag Schnell & Steiner den mit 5000 Euro dotierten Schnell & Steiner Kulturpreis „Kunst und Ethos“. Der Preis ehrt ein Projekt eines Architekten, Künstlers oder Schriftstellers, in dem die Verbindung von Kunst und Ethos programmatisch zum Ausdruck kommt. Es kann sich dabei um ein Bauwerk, ein Ausstellungsprojekt, eine künstlerische Arbeit, eine Installation oder auch um ein literarisches Werk handeln. Die künstlerische Form ist dabei bewusst nicht festgelegt, um den Künstlern freie Hand zu lassen, ihre Arbeiten zu realisieren. Der Preis ist weltanschaulich offen und regional nicht gebunden.

### Preisträger
- 2009: Michael Triegel, Francis Berrar
- 2010: Manuel Herz
- 2011: Christoph Brech
- 2012: Johannes Lotz
- 2013: Madeleine Dietz
- 2014: Jacques Gassmann
- 2015: Gregor Hildebrandt
- 2017: Thomas Hildenbrand,  Jürgen Lenssen
- 2018: Nicole Ahland
- 2019: Elke Maier
- 2020: Entfallen wegen Corona-Pandemie
- 2021: Entfallen wegen Corona-Pandemie
- 2022: Kunstsammlungen des Bistums Regensburg
- 2023: Julia Krahn